# Forbes 500
Le Forbes 500 est un ancien classement d'entreprises américaines établi chaque année par le magazine Forbes jusqu'en 2003. Le classement s'appuie sur 5 facteurs : chiffre d'affaires, profits, actifs, capitalisation et masse salariale.
Le magazine Forbes interrompt ce classement en 2003 pour le remplacer par le Forbes Global 2000, un classement plus large incluant des entreprises non américaines[réf. souhaitée]. 